# NGC 6051
NGC 6051 este o brightest cluster galaxy⁠(d) situată în constelația Șarpele. A fost descoperită în 20 iunie 1881 de către Édouard Stephan⁠(d). Se află la o distanță de 105,68 megaparseci de Pământ.